# آرثر إيفانز

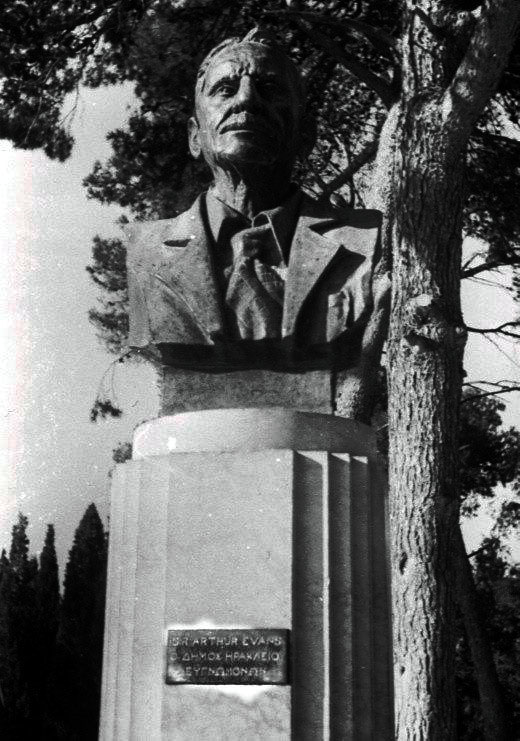
السير آرثر إيفانز.

السير آرثر جون إيفانز (بالإنجليزية: Arthur Evans)‏ (1851 - 1941 م) هو عالم آثاري بريطاني.
قام بحفريات واسعة ما بين 1900 - 1908 م في كنوسوس بجزيرة كريت كشفت عن بقايا حضارة قديمة أطلق عليها هو اسم الحضارة المينوية.

## روابط خارجية
- آرثر إيفانز على موقع الموسوعة البريطانية (الإنجليزية)